# Glàzovka
Glàzovka (en rus: Глазовка) és un poble del krai de Primórie, a l'Extrem Orient de Rússia, que en el cens del 2010 tenia 373 habitants.